# Lydella acellaris
Lydella acellaris är en tvåvingeart som beskrevs av Chao och Shi 1982. Lydella acellaris ingår i släktet Lydella och familjen parasitflugor. Inga underarter finns listade i Catalogue of Life.